# Sandro Zambelli
Sandro Zambelli (1886 – Torino, 13 settembre 1972) è stato un dirigente sportivo italiano.

## Biografia
Ricoprì varie cariche all'interno della società calcistica Juventus. Durante il periodo della prima guerra mondiale fu membro del Comitato Presidenziale di Guerra dei bianconeri, che sostituiva il ruolo del presidente societario. Di questo comitato facevano parte, oltre a Zambelli, Gioacchino Armano e Fernando Nizza.
Fu tra gli ideatori del mensile Hurrà Juventus.